# Ernst Welteke
Ernst Welteke (Korbach, 21 agosto 1942) è un economista, banchiere e politico tedesco, dal 1999 al 2004 presidente della Deutsche Bundesbank.

## Biografia
Dal 1974 al 1995 Welteke è stato membro del Landtag dell'Assia.
Welteke è stato ministro di Stato per gli affari economici nel governo del ministro presidente dell'Assia Hans Eichel dal 1991 al 1994, per poi essere nominato ministro di Stato delle finanze.
Nel 1999 viene nominato dal cancelliere tedesco Gerhard Schröder presidente della Deutsche Bundesbank. Quando la Bundesbank ha studiato la possibilità di insider trading in relazione agli attentati dell'11 settembre 2001, Welteke ha affermato che i ricercatori tedeschi hanno trovato "prove quasi inconfutabili di insider trading", affermando anche che "quello che abbiamo trovato ci rende sicuri che le persone collegate al i terroristi devono aver cercato di trarre profitto da questa tragedia".
Durante il suo mandato, Welteke ha anche espresso pubblicamente il disaccordo con Schröder sulla vendita delle riserve monetarie della Bundesbank, all'epoca le seconde al mondo dopo gli Stati Uniti. Mentre Welteke proponeva di istituire un fondo per distribuire 5 miliardi di euro dalle vendite di oro in cinque anni per scopi educativi e di ricerca, Schröder riteneva che non fosse sufficiente per soddisfare le esigenze di spesa del paese.
Nel suo ruolo di presidente, Welteke è stato uno dei funzionari pubblici meglio pagati della Germania, con uno stipendio annuo di 350 000 euro. Quando il 31 dicembre 2001 ebbe luogo l'introduzione dell'euro fisico, Welteke visitò Berlino con la sua famiglia per la celebrazione e il suo soggiorno all'Hotel Adlon fu pagato dalla Dresdner Bank. Nel 2003, la BMW, proprietaria di una banca, ha pagato a Welteke una notte su uno yacht durante il Gran Premio di Monaco. La controversia su questi incidenti ha portato Welteke a dimettersi dalla Bundesbank nell'aprile 2004.
In una dichiarazione pubblicata sul sito web della Bundesbank poche ore dopo le sue dimissioni, Welteke ha accusato il governo di Schröder di compromettere l'indipendenza della Bundesbank. L'Unione Cristiano Democratica, all'epoca partito d'opposizione, ha affermato che il ministero delle finanze tedesco aveva fatto trapelare i dettagli del conto dell'hotel di Welteke. Il governo ha negato le accuse.